# Paul de Stexhe
Paul Gabriel Hyacinthe Joseph de Stexhe (ur. 17 marca 1913 w Marchienne-au-Pont, obecnie część Charleroi, zm. 30 września 1999 w Etterbeek) – belgijski polityk i prawnik, senator, w latach 1977–1979 przewodniczący Rady Kulturowej Francuskiej Wspólnoty Belgii.

## Życiorys
Pochodził z rodziny szlacheckiej. Studiował prawo, politologię i dyplomację na Université catholique de Louvain, uzyskał doktorat na pierwszym z kierunków. Praktykował jako notariusz i adwokat w Charleroi, zajmował też stanowiska administracyjne w strukturach macierzystej uczelni. Zaangażował się w działalność polityczną w ramach Partii Chrześcijańsko-Społecznej. W latach 1946–1958 radny prowincji Hainaut. W latach 1958–1981 senator, początkowo jako dokooptowany członek, następnie wybierany bezpośrednio. Pomiędzy 1965 a 1966 pozostawał sekretarzem stanu ds. kultury francuskiej. Jako parlamentarzysta krajowy był równocześnie członkiem Zgromadzenia Parlamentarnego Rady Europy (1968–1977) oraz Zgromadzenia Parlamentarnego Unii Zachodnioeuropejskiej. Od 1971 do 1981 był oddelegowany do Rady Kulturowej (od 1980 Rady) Francuskiej Wspólnoty Belgii; przewodniczył jej w latach 1977–1979. Pozostawał także członkiem Rady Regionu Walońskiego (jako organu tymczasowego w latach 1974–1977 oraz stałego w latach 1980–1981), a także unii parlamentów francuskojęzycznych i Unii Międzyparlamentarnej.

## Odznaczenia
Odznaczony m.in. Orderem Zasługi Cywilnej II klasy (1968).